# Michał Grabowski (zoolog)
Michał Grabowski (ur. 9 października 1972 w Łodzi) – polski zoolog (karcynolog), hydrobiolog, biolog ewolucyjny, profesor nauk biologicznych. W latach 2009–2020, kierownik Zakładu Biogeografii i Ekologii Bezkręgowców, od 2020 kierownik Katedry Zoologii Bezkręgowców i Hydrobiologii na Wydziale Biologii i Ochrony Środowiska Uniwersytetu Łódzkiego.

## Życiorys
Absolwent (rocznik 1991) XXXI Liceum im. Ludwika Zamenhofa w Łodzi. W latach 1993–1994 stypendysta programu TEMPUS na University of Wolverhampton w Wolverhampton (Wielka Brytania), gdzie uzyskał tytuł Bachelor of Science (1994). W 1996 ukończył jednolite studia magisterskie na Wydziale Biologii i Nauk o Ziemi Uniwersytetu Łódzkiego. Uczeń prof. Krzysztofa Jażdżewskiego. W latach 1996–1997 oraz 1999 pracownik naukowy (researcher) w Gulf Coast Research Laboratory, University of Southern Mississippi w Ocean Springs (Missisipi, Stany Zjednoczone), gdzie m.in. brał udział w monitoringu zasobów biologicznych Zatoki Meksykańskiej oraz realizował badania będące podstawą jego rozprawy doktorskiej. Doktorat (2000, UŁ) w dyscyplinie biologia, specjalność zoologia, na podstawie rozprawy „Filogeografia krewetki, Farfantepenaeus duorarum (Burkenroad, 1939), (Crustacea, Decapoda) opisana przy pomocy markera molekularnego”. Habilitacja (2007, UŁ) w dziedzinie nauk biologicznych, w zakresie biologii – zoologii, na podstawie rozprawy „Biogeograficzne aspekty rozsiedlenia obcych skorupiaków (Crustacea) w wodach Polski”. Profesura (2019) w dziedzinie nauk biologicznych.

## Praca naukowa
Zainteresowania naukowe prof. Grabowskiego skupiają się wokół:
1. różnorodności gatunkowej, taksonomii integratywnej i ewolucji skorupiaków (Amphipoda, Decapoda),
2. biogeografii i procesów kształtujących bioróżnorodność wód powierzchniowych Europy,
3. filogeografii i ekologii molekularnej fauny wodnej ze szczególnym uwzględnieniem obszarów górskich i strefy śródziemnomorskiej,
4. barkodowania DNA oraz jego wykorzystania do monitorowania i szacowania różnorodności biologicznej,
5. biologii i ekologii gatunków inwazyjnych.

Badania zainicjowane oraz prowadzone w zespole badaczy kierowanym przez prof. Grabowskiego we współpracy z wieloma krajowymi i zagranicznymi ośrodkami naukowymi, wykazały na przykładzie modelowej grupy skorupiaków z gromady Malacostraca, że różnorodność wód słodkich Europy w skali kontynentu jest bardzo niedoszacowana. Pionierskim osiągnięciem w skali międzynarodowej było wykazanie za pomocą nowoczesnych metod molekularnych istnienia ponad 150 linii filogenetycznych równoważnych gatunkom w obrębie kilkunastu znanych wcześniej morfogatunków, ale także sytuacji odwrotnej, to jest dużego zróżnicowania morfologicznego przy braku zmienności genetycznej barkodowego genu COI. Zespół prof. Grabowskiego zaproponował, na przykładzie historii ewolucyjnej skorupiaków, nowy scenariusz kształtowania się europejskiej fauny słodkowodnej z licznymi kolonizacjami wód śródlądowych na wczesnych etapach kontynentalizacji Europy i dalszym różnicowaniem podczas wypiętrzania lądów. Badania te zmieniły dotychczasowe poglądy na stopień i rozkład przestrzenny endemizmu oraz historię ewolucyjną słodkowodnych skorupiaków, a biorąc pod uwagę wagę tych organizmów dla funkcjonowania ekosystemów, również ogólnie na pochodzenie bioróżnorodności i zrozumienie jej rozkładu przestrzennego w wodach śródlądowych Europy. Mają one również istotne znaczenie dla planowania efektywnej, wielkoskalowej strategii ochrony bioróżnorodności i zasobów genetycznych Europy.

## Pełnione funkcje
Członek Komitetu Zoologii Polskiej Akademii Nauk w kadencjach 2007-2011 (sekretarz) oraz 2011-2014. Członek Łódzkiego Towarzystwa Naukowego (od 2015). Członek Komitetu Biologii Środowiskowej i Ewolucyjnej Polskiej Akademii Nauk (od 2016). Członek (2019-2022) i przewodniczący (2023-2026) Rady Naukowej Muzeum i Instytutu Zoologii Polskiej Akademii Nauk. Reprezentant Polski w Komitecie Naukowym International Barcode of Life (od 2018). Członek Zespołu VI Nauk Ścisłych i Przyrodniczych Rady Doskonałości Naukowej w I i II kadencji (2019-2023, 2024-2027).

## Wypromowani doktorzy
- Tomasz Mamos: „Phylogeography and cryptic diversity of Gammarus balcanicus Schäferna, 1922 in Europe”, Wydział Biologii i Ochrony Środowiska, Uniwersytet Łódzki, 2015 r., kopromotor: dr Remi Wattier, Universite de Bourgogne, Francja
- Tomasz Rewicz: „Phylogeography of an invasive amphipod, Dikerogammarus villosus, in Europe”, Wydział Biologii i Ochrony Środowiska, Uniwersytet Łódzki, 2015 r., kopromotor: prof. dr hab. Thierry Rigaud, Universite de Bourgogne, Francja
- Kamil Hupało: „Diversity and origin of freshwater amphipods of Mediterranean islands” Wydział Biologii i Ochrony Środowiska, Uniwersytet Łódzki, 2020 r., promotor pomocniczy: dr Tomasz Mamos, Uniwersytet Łódzki.
- Piotr Gadawski: "Różnorodność gatunkowa i pochodzenie ochotkowatych (Chironomidae) młodego geologicznie jeziora i związanego z nim starego systemu źródlisk" Wydział Biologii i Ochrony Środowiska, Uniwersytet Łódzki, 2020 r., promotor pomocniczy: dr Matteo Montagna, Università degli Studi di Milano.[12]